# Pampoconis latipennis
Pampoconis latipennis is een insect uit de familie van de dwerggaasvliegen (Coniopterygidae), die tot de orde netvleugeligen (Neuroptera) behoort. 
De wetenschappelijke naam Pampoconis latipennis is voor het eerst geldig gepubliceerd door Meinander in 1972.